# Dryobates
Dryobates és un gènere d'aus piciformes pertanyent a la família dels pícids. Els seus membres es distribueixen per l'Holàrtic.

## Taxonomia
Aquest gènere està format per 6 espècies:
- picot garser de clatell vermell (Dryobates cathpharius).
- picot garser petit (Dryobates minor).
- picot garser de Nuttall (Dryobates nuttallii).
- picot garser de Perny (Dryobates pernyii).
- picot garser beccurt (Dryobates pubescens).
- picot garser arlequí (Dryobates scalaris).

El gènere va ser proposat pel naturalista alemany Friedrich Boie en 1826. El nom Dryobates procedeix dels termes grecs druos que significa bosc i batēs que significa caminant.